# Mintiu Gherlii
Mintiu Gherlii es una comuna Rumania, en el distrito de Cluj. Su población en el censo de 2002 era de 3.861 habitantes.
- Datos: Q16426224

1. ↑  Worldpostalcodes.org,código postal n.º 407410.